# كيلي أسكيو
كيلي أسكيو هو لاعب هوكي الجليد كندي، ولد في 6 نوفمبر 1971 في كالغاري في كندا.

## وصلات خارجية
- كيلي أسكيو على موقع EliteProspects.com (الإنجليزية)
- كيلي أسكيو على موقع HockeyDB.com (الإنجليزية)